# 3023 Heard
3023 Heard (1981 JS) là một tiểu hành tinh vành đai chính được phát hiện ngày 5 tháng 5 năm 1981 bởi Bowell, E. ở Flagstaff (AM).